# Роуз, Мэнди
Аманда Роуз Саккоманно (англ. Amanda Rose Saccomanno, род. 18 июля 1990, Уэстчестер, Нью-Йорк) — американская женщина-рестлер и бывшая участница фитнес-бикини. Она наиболее известна по своей работе в WWE, где выступала под именем Мэнди Роуз.
Роуз начала карьеру на соревнованиях по фитнесу в 2013 году, а в следующем году стала участницей соревнований по бодибилдингу.
В 2015 году она заняла второе место на конкурсе WWE Tough Enough, после чего подписала контракт с WWE и присоединилась к составу реалити-шоу Total Divas. После недолгого пребывания в NXT Роуз дебютировала в основном ростере в 2017 году в составе недолговечной группировки Absolution вместе с Пейдж и Соней Девилль. В течение примерно трех лет Роуз выступала вместе с Девилль, и они были известны как команда «Огонь и Желание». Они распались в марте 2020 года на WrestleMania 36 и в итоге устроили вражду, кульминацией которой стал матч «Проигравший покидает WWE», который выиграла Роуз. После недолгого сотрудничества с Даной Брук в 2021 году она вернулась в NXT и создала альянс с Джиджи Долин и Джэси Джейн, получивший название «Токсичное влечение». В октябре на Halloween Havoc Роуз победила Ракель Гонсалес и завоевала свой первый титул в карьере — титул чемпиона NXT среди женщин.

## Ранняя жизнь
Аманда Роуз Саккоманно родилась в пригороде Нью-Йорка округ Уэстчестер, штат Нью-Йорк. Младшая из четырёх детей, имеет ирландское и итальянское происхождение. В детстве было прозвище «котлета». Училась в средней школе Йорктауна, где занималась танцами. Позже она получила степень бакалавра в колледже Айона по специальности «патология речи». Приняла участие в своем первом соревновании по фитнес-бикини в 2013 году и заняла первое место на Всемирной выставке бодибилдинга Fitness & Fashion Boston Show. Также чемпионка мира по фитнесу и моде в бикини 2014 года.

## Карьера в рестлинге

### WWE

#### Tough Enoughи NXT (2015—2017)

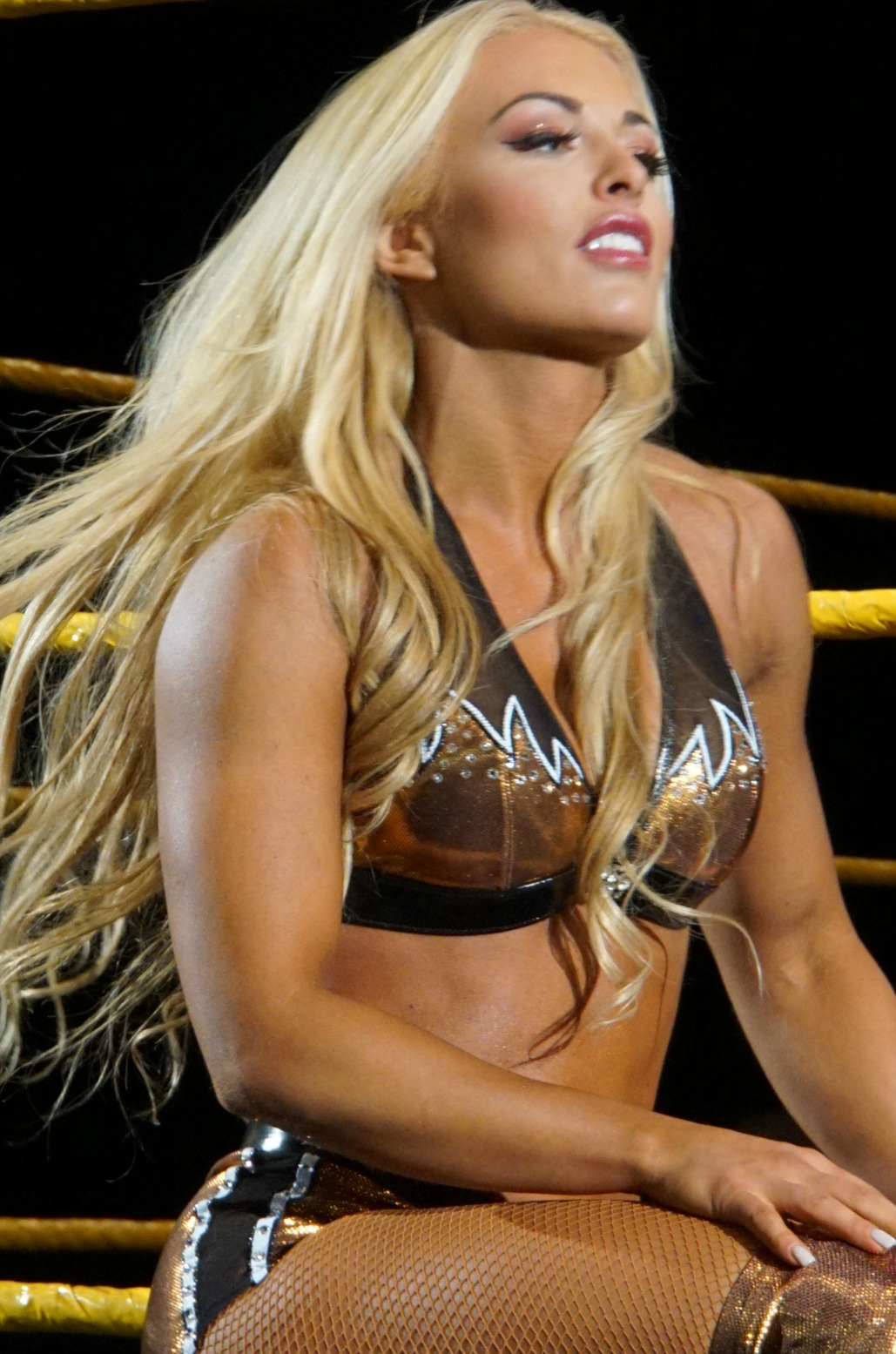
Мэнди Роуз на WrestleMania 32 Axxess

Саккоманно была участницой шестого сезона конкурса WWE Tough Enough, который начал выходить в эфир в июне 2015 года. На эпизоде 28 июля, была под угрозой выбывания, но была спасена судьей Мизом. Во время финала сезона взяла рингнейм Мэнди Роуз, проиграв матч против Алисии Фокс заняла второе место в общем зачете, после победителей Сары Ли и Джоша Бредли.
После финала сезона Tough Enough выяснилось, что Роуз подписала пятилетний контракт с компанией. 30 января 2016 года Роуз дебютировала на ринге на развивающуюся территорию WWE NXT, во время командного матча с шестью женщинами на хаус-шоу в Венисе, штат Флорида. На эпизоде NXT от 17 августа Роуз дебютировала в командном матче с шестью женщинами вместе с Дарьей Беренато и Алексой Блисс, в котором они побеждены Кармеллой, Лив Морган и Никки Гленкросс. 28 сентября на эпизоде NXT, Роуз потерпела свое первое телевизионное поражение в матче против Эмбер Мун.

#### «Огонь и желание» и романтический сюжет (2017—2021)
На эпизоде Raw от 20 ноября 2017 года Роуз присоединилась к Соне Девилль и Пейдж, и атаковали Сашу Бэнкс, Бэйли, Микки Джеймс и Алексу Блисс. Через неделю имя троицы было названо как Absolution. 14 декабря Роуз провела свой первый телевизионный матч в основном росторе на Tribute to the Troopsгде Absolution победила Бейли, Джеймс и Бэнкс 28 января 2018 года в Royal Rumble Роуз вошла в первый женский Royal Rumble матч под номером 4, и она была первой женщиной, из этого матча выбывшей Литой.. В феврале Роуз приняла участие в первом женском Elimination Chamber матче, который выиграла Блисс. В апреле Пейдж ушла с ринга из-за травмы шеи и стала генеральным менеджером SmackDown. В своей первой Рестлмании, а именно на Рестлмании 34, Роуз участвовала в Королевской Битве женщин, которую выиграла Наоми.

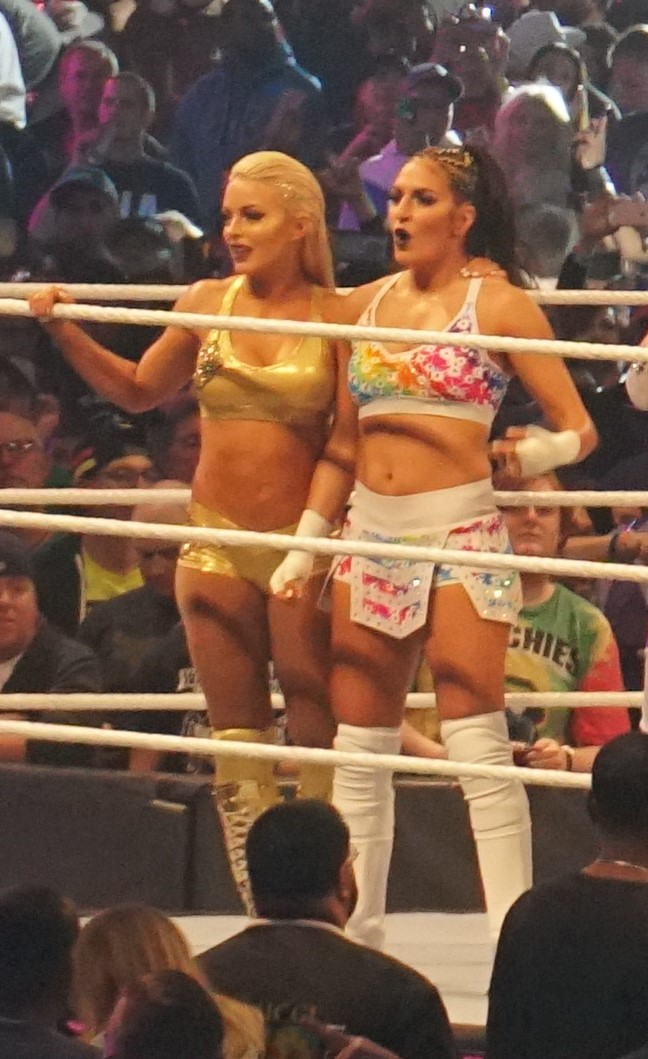
Роуз (слева) c Соней Девилль на WrestleMania 34 в апреле 2018

Во время встряски суперзвезд 2018 года, Роуз и Девилль были переведены на бренд SmackDown, а Пейдж впоследствии объявила, что группировка Absolution распалась. Несмотря на это, Роуз вместе с Девилль будет продолжать участвовать в различных командных матчах. Семена раздора между были посеяны ними, когда Роуз устранила Девилль из женского баттл-роялла на первом женском ППВ, WWE Evolution. В ноябре на Survivor Series Роуз участвовала в своем первом традиционном матче пять на пять на выбывании в команде SmackDown, но проиграли женской команде NXT. После Survivor Series распад между Роуз и Девилль рассеялся, поскольку эти двое продолжали свой союз, в то время как Роуз начала враждовать с Наоми из-за того, что Роуз целенаправленно флиртовала с мужем Наоми. Фьюд продолжался, когда Роуз и Наоми устранили друг друга из женского Royal Rumble матча на ППВ Royal Rumble 27 января 2019 года, где Роуз удалось продержаться 25:50. Вражда закончилась в феврале, после того как они обменялись победами друг над другом.
17 февраля на pay-per-view Elimination Chamber Роуз и Девилль участвовали в командном матче с другими шестью командами Elimination Chamber за первое Женское командное чемпионство WWE, где они начали матч против и затем были окончательно устранены Сашей Бэнкс и Бэйли, которые выиграли матч. Затем Роуз вновь участвовала во второй женском баттл-роялле WrestleMania во время кикоф-шоу WrestleMania 35, но проиграла. В мае Роуз участвовала в лестничном матче Money in the Bank на одноимённом pay-per-view 19 мая. Девиль, была, та кто на ринге во время матча, попыталась помочь подняться по лестнице Роуз и выиграть матч, однако Бейли смогла отбиться от них и забрать чемоданчик. На эпизоде SmackDown от 3 сентября Роуз и Девилль, сформировали команду Fire & Desire, победив Алексу Блисс и Никки Кросс, чтобы заработать тайтл-шот за Женское командное чемпионство WWE на ППВ Clash of Champions. На этом мероприятии эти двое не смогли выиграть титулы.
В декабре 2019 года Роза вступила в романтическую сюжетную линию с Отисом, причем Отис помогал Роуз во время её матчей. Позже она согласилась с ним на свидание в День Святого Валентина, но во время этого свидания вместо Отиса появился Дольф Зигглер, что привело к роману между Роуз и Зигглером. Затем сюжетная линия превратилась в любовный треугольник, связанный с враждой между Зигглером и Отисом из-за Роуз. На эпизоде SmackDown от 3 апреля 2020 года стало известно, что Девилль работала с Зигглером, чтобы удержать Отиса подальше от Роуз. 5 апреля на Рестлмании 36, Роуз вмешалась во время матча между Отисом и Зигглером, атаковав Девилль, который была на ринге, и Зигглера, который помогла Отису одержать победу. После матча они с Отисом обменялись поцелуем. На эпизоде SmackDown от 22 мая Роуз и Отис в командном матче потерпели поражение от Девилла и Зигглера. В августе во время нападения за кулисами Девилль на сильно подстригла волосы Роуз. На SummerSlam эти двое, будут участвовать в матче волосы против волос. 23 августа на SummerSlam в матче Проигравшая покидает WWE победила Соню Девилль.
12 сентября Менди Роуз перешла на бренд Raw из-за сюжетной причины, заключающейся в том, что Миз стоял за этим переходом как часть его продолжающейся сюжетной линии с Отисом. Затем Роуз формирует команду с Даной Брук (которая также была переведена на Raw) в эпизоде Raw 28 сентября, где они победили Наталью и Лану. В апреле 2021 года эти двое участвовали в командном матче в разбросе во время первой ночи WrestleMania 37, где устранены командой Riott Squad (Лив Морган и Руби Риотт).

#### «Токсичное влечение» и освобождение от контракта (2021—2022)
В июле 2021 года Роуз вернулась на бренд NXT. В следующем месяце она заключила союз с Джиджи Долин и Джэси Джейн, получивший название «Токсичное влечение». Впоследствии чего она отказалась от своих светлых волос и перекрасила их в коричневый цвет. В октябре на Хэллоуин Хаос Роуз победила Ракель Гонсалес в матче «Выбор Чаки» или «Уличный бой», выиграть Чемпионство NXT среди женщин, первый титул в её карьере рестлера. Ранее той же ночью Долин и Джейн выиграли Командные Чемпионства NXT среди женщин, в свою очередь, имея все женские чемпионства NXT группировкой Toxic Attraction. 5 декабря на шоу NXT WarGames Роуз и Токсическое влечение объединились в команду с Дакотой Кай. Но проиграли команде Коры Джейд, Ио Сираи, Кей Ли Рэй и Гонсалес в матче WarGames.
В январе 2022 года на шоу New Year’s Evil Роуз победила Джейд и Гонсалес в матче тройной угрозы, сохранив титул. На шоу NXT Stand & Deliver Роуз защитила свой титул против Джейд, Рэя и Шираи в фатальном четырёхстороннем матче. На протяжении всего своего чемпионского рейна Роуз продолжала отбиваться от таких претенденток на титул, как Роксана Перес, Венди Чу и Зои Старк. На шоу Worlds Collide Роуз объединила свой титул женской чемпионки NXT UK с женским чемпионством NXT, победив чемпионку NXT Uk Мейко Сатомуру и Блэр Дэвенпорт в матче тройной угрозы.
На Halloween Havoc Роуз сохранила свой титул против Альбы Файр. 26 октября Роуз достигла 365-дневной отметки в качестве чемпионки, став лишь третьей женщиной, удерживавшей титул в течение непрерывного правления в течение одного полного года. На эпизоде NXT от 13 декабря Роуз проиграла свой титул женской чемпионки NXT Роксане Перес в матче-реванше, завершив чемпионство длинной в 413 дней.
На следующий день Роуз была освобождена от своего контракта с WWE из-за её обнажённого контента на сервисе FanTime.

## Другие медиа
Роуз была представлена в нескольких фитнес-изданиях, включая Fitness Gurls, Fit & Firm и FitFemme.
Также появилась в составе основного актёрского состава пятого сезона реалити-шоу Total Divas, который начал выходить в эфир в январе 2016 года.
Роуз появилась в двух видеоиграх от WWE, дебютировав в качестве игрового персонажа в WWE 2K19 и вернувшись в WWE 2K20.

## Деловые предприятия
Также Саккоманно является владелицей собственной линии косметики и ухода за кожей под названием Амароуз (англ.Amarose), сочетание её первого и второго имени.
28 июля 2022 года Саккоманно вместе с коллегой-рестлером Дарьей Беренато, более известной как Соня Девилль, открыли свой собственный виртуальный бренд пончиков под названием DaMandyz Donutz, доставляемый Uber Eats в Лос-Анджелесе.

## Фильмография

### Телевидение
| Год  | Название         | Роль | Заметки                                          |
| ---- | ---------------- | ---- | ------------------------------------------------ |
| 2015 | WWE Tough Enough | Себя | Конкурсант; второе место (Сезон 6)               |
| 2016 | Total Divas      | Себя | Основной актёрский состав (5 сезон): 10 эпизодов |

### Видео игры
| Год  | Название             | Прим.  |
| ---- | -------------------- | ------ |
| 2018 | WWE 2K19             | [ 90 ] |
| 2019 | WWE 2K20             | [ 91 ] |
| 2020 | WWE 2K Battlegrounds | [ 92 ] |
| 2022 | WWE 2K22             | [ 93 ] |

## Личная жизнь
Саккоманно занимается йогой, пилатесом и кроссфитом. В апреле 2018 года она призналась, что встречается с коллегой-рестлером Сабатино Писцителли, более известным под именем Тино Саббателли. В сентябре 2022 года они обвенчались.

## Титулы и достижения

### Фитнес-модель
- World Bodybuilding Fitness & Fashion
  - 2014 WBFF Boston — (первое место)
  - 2014 WBFF Diva Bikini Pro World Championship — (первое место)

### Реслинг
- Pro Wrestling Illustrated
  - PWI ставит её под № 21 из топа 150 женских рестлеров в 2022 году[96]
  - Самый прогрессирующий рестлер (2022)
- Sports Illustrated
  - Ставит её под № 4 в топе 30 женских рестлеров в 2018 году[97]
- WWE
  - Чемпион NXT среди женщин (1 раз)[98]

### Luchas de Apuestas
| Победитель (ставка)   | Проигравший (ставка)    | Место                 | Мероприятие       | Дата            | Примечания               |
| --------------------- | ----------------------- | --------------------- | ----------------- | --------------- | ------------------------ |
| Мэнди Роуз (Контракт) | Соня Девилль (Контракт) | Орландо, штат Флорида | SummerSlam (2020) | 23 августа 2020 | Проигравшая покидает WWE |

## Заметки
1. ↑  Выпуск  был записан 5 декабря и вышел в эфир 14 декабря на канале USA Network[25].
2. ↑  В оригинальных планах сценаристов WWE матч Мэнди Роуз против Сони Девилль должен пройти с условием волосы против волос где Соня проиграла бы и изменить её образ. Но за несколько дней до SummerSlam в дом Сони ворвался ненормальный фанат с целью похитить её. После этого инцидента адвокат Сони Девилль сказал, что появляться лысой в суде по делу, который недавно случился в её доме, будет не лучшей идеей. По словам Мельтцера, именно это и стало причиной изменить условия на «проигравший покидает WWE»[99].